# Gabriele Di Martino
Gabriele Di Martino (Roma, 20 luglio 1997) è un pallavolista italiano, centrale della Powervolley Milano.

## Carriera

### Club
La carriera di Gabriele Di Martino inizia nella stagione 2015-16 nella squadra federale del Club Italia, in Serie A2. La stagione successiva esordisce in Superlega grazie all'ingaggio da parte del Molfetta: tuttavia a campionato in corso viene ceduto al Piacenza.
Nell'annata 2018-19 si accasa all'Argos, sempre nella massima divisione, per poi trasferirsi, nella stagione 2020-21 alla Prisma Taranto, in Serie A2, con cui ottiene, a fine campionato, la promozione in Superlega, categoria dove gioca con lo stesso club nell'annata 2021-22.
Per il campionato 2022-23 difende i colori del Milano, in Superlega, divisione dove milita anche nella stagione 2025-26 vestendo la maglia della Powervolley Milano.

### Nazionale
Nel biennio tra il 2014 e il 2015 fa parte della nazionale italiana under 19 con cui si aggiudica l'oro al campionato WEVZA 2014, l'argento al campionato europeo 2015 e il bronzo al XIII Festival olimpico della gioventù europea. Nel 2016 è nella selezione under 20 e nel 2017 in quella under 21.
Nel 2022 ottiene le prime convocazioni nella nazionale maggiore, vincendo il bronzo ai XIX Giochi del Mediterraneo.

## Palmarès

### Nazionale (competizioni minori)
- Campionato WEVZA Under-19 2014
- Campionato europeo Under-19 2015
- Festival olimpico della gioventù europea 2015
- Giochi del Mediterraneo 2022